# メーデー (BUMP OF CHICKENの曲)
『メーデー』（英語: Mayday）は、BUMP OF CHICKENの14枚目のシングル。2007年10月24日にトイズファクトリーから発売された。

## 概要
- 「花の名」との同時発売で、2枚同時購入特典としてBUMP OF CHICKEN特製ネコ（ニコル）バッジが数量限定で用意された。
- シングルでは「車輪の唄」以来となる、メンバーの写真がジャケットに使用された。ジャケット表面に「BUMP」、裏面には「メーデー」と火文字で書かれていて、撮影は山梨県の西湖で行われた。

## 収録曲
- 全曲作詞・作曲：藤原基央　編曲：BUMP OF CHICKEN

1. メーデー (5:44)
タイトルの「メーデー」は船や飛行機などで使われる救難信号のことである[1]。曲中には、モールス信号を思わせる電子音が使われている箇所がある。
アルバム『orbital period』に収録されているが、アルバムではシングルバージョンに比べて前奏が約7秒カットされている。これはディレクターの「"メーデー"をアルバムに入れるときは、前奏を長くして入れよう」という発案がきっかけで[2]インストゥルメンタル曲「星の鳥」が制作されたためである。また、リリース後から2013年のライブまでは「星の鳥」と合わせて演奏されていた。そのため、シングルバージョンは2014年の「WILLPOLIS 2014」にて初演奏された。
PVはシングル発売当初は発表されず、アルバム『orbital period』の発売期になって発表された。2008年度のSPACE SHOWER Music Video Awardsの「BEST YOUR CHOICE」部門において、「花の名」に次ぐ2位を獲得している。
2. ガラスのブルース (28 years round) (8:08)
アルバム『FLAME VEIN』収録曲のアコースティックバージョン。2005年に愛知万博・ささしまサテライト会場内のプラネタリウムで開催されたアコースティックライブで披露されたアレンジが元となっている[3][4]。

- 隠しトラックに「スターダストダンスホール」（作詞・作曲:BUMP OF CHICKEN）が収録されている。メインボーカルは直井。

## 収録アルバム
- 『orbital period』（#1、アルバムバージョン）
- 『present from you』（#2）
- 『BUMP OF CHICKEN II <2005-2010>』（#1）